# Hylaeus ofarrelli
Hylaeus ofarrelli är en biart som beskrevs av Michener 1965. Hylaeus ofarrelli ingår i släktet citronbin, och familjen korttungebin. Inga underarter finns listade i Catalogue of Life.

## Bildgalleri

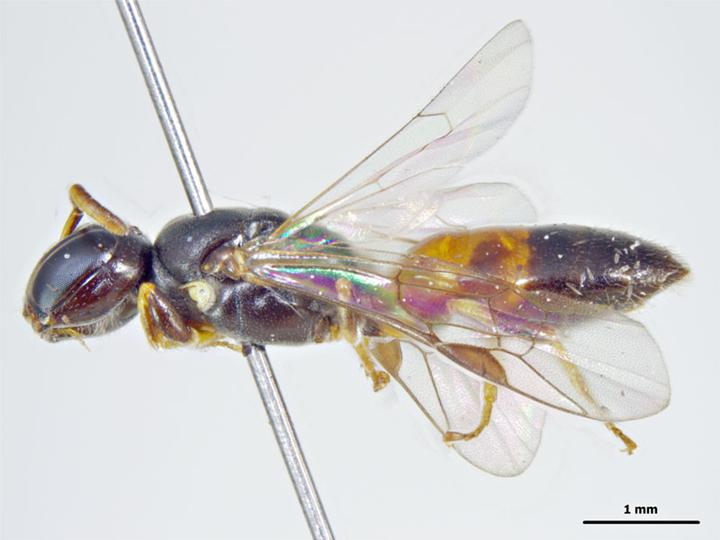
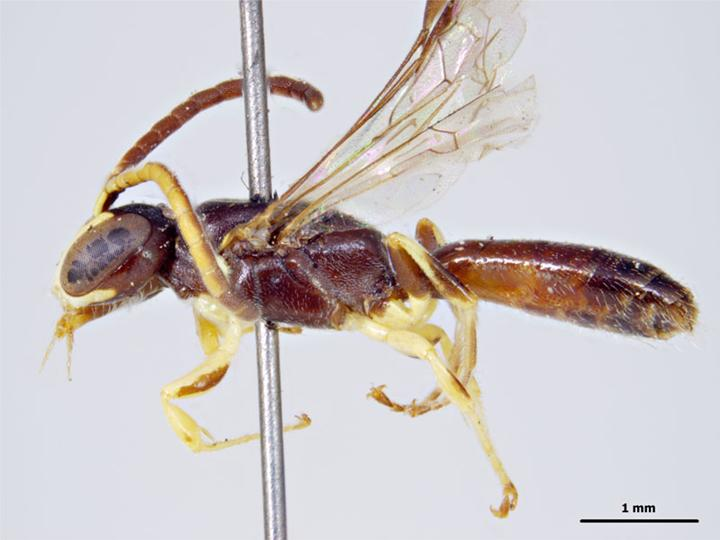